# Lingue del Borneo settentrionale
Le lingue del Borneo settentrionale sono un sottogruppo di lingue del ramo lingue maleo-polinesiache delle lingue austronesiane parlate sull'isola del Borneo. 

## Classificazione
Per i linguisti Adelaar e Blust le lingue del Borneo settentrionale sono un sottogruppo delle lingue maleo-polinesiache occidentali, mentre per altri studiosi il gruppo discende direttamente dalle delle lingue maleo-polinesiache.
Il gruppo delle lingue del Borneo settentrionale è un'ipotesi difesa da Robert Blust che vi riunisce le lingue sabahan e le lingue sarawak settentrionali. Egli, invece, rigetta la parentela, spesso proposta, tra queste lingue e le lingue filippine mentre altri linguisti vi includono anche quelle. 

### Particolarità del gruppo
Blust analizza il fatto che le lingue sabahan condividono una parte del loro lessico con le lingue filippine, fa notare che, in realtà, questo vocabolario comune è limitato solo alle lingue filippine centrali maggiori. Blust  spiega ciò con l'espansione di questo gruppo filippino verso il 500 d.C. e coi contatti avuti in seguito con le lingue sabahan. 

### Classificazione secondo Ethnologue.com
Il gruppo linguistico del Borneo settentrionale include 99 lingue, che formano sottogruppi più o meno complessi:

(tra parentesi tonde il numero delle lingue incluse in ogni sottogruppo, tra parentesi quadre il codice ISO 639-3 se disponibile)
- Lingue sabahan (29)
  - Lingue dusunic (22)
    - Lingue bisaya (4)
    - Lingue dusun (17)
    - Lingua dumpas [dmv]

  - Lingue paitanic (6)
  - Lingua ida'an [dbj]

- Lingue melanau-kajang (11)
  - lingue kajang (6)
  - lingue melanau (5)

- Lingue sarawak settentrionali (53) 
  - Lingue berawan-basso baram (8) 
    - Lingue berawan (3)
    - Lingue basso baram (5)

  - Lingua bintulu [bny]
  - Lingue dayic (18)
    - Lingue kelabitic (6)
    - Lingue murutic (12)

  - Lingue kayan-kenyah (25)
    - Lingue kayanic (17)
    - Lingue kenyah (6)
    - Lingue penan (2)

  - Lingua punan tubu [puj]

- Lingue rejang-sajau (5)

- Lingua punan batu 1 [pnm]

### Classificazione secondo Adelaar e Blust
- Lingue sabahanes[1]:
  - Lingua bonggi [bdg]
  - Lingue dusunic
  - Lingue murutic
  - Lingue paitanic
  - Lingua ida'an [dbj]
  - Lingua tidong [tid]
- Lingue sarawak settentrionali[4]:
  - Lingua bintulu [bny]
  - Lingue berawan-basso baram
    - Lingue berawan
    - Lingue basso-baram

  - Lingue kenyah
    - Lingue kenyah alte
    - Lingue kenyah basse